# Hair Zone Mall Tour
A Hair Zone Mall Tour Britney Spears első, kisebb turnéja, aminek az állomásai az Egyesült Államok nagyobb bevásárlóközpontjai voltak. A debütáló albuma, a …Baby One More Time támogatásaként szolgált. A lemez megjelenése előtt néhány hónappal kezdődött. A koncertek egyszerű felépítésűek voltak, Spearst maximum 2-3 táncos kísérte a dalok előadásában. A koncertek végeztével Spears kazettákat, autogramot és néhány ajándékot osztott a közönségnek. Bár a turné rövid volt, nagy, átütő sikert aratott. A turné L’Oréal Mall Tour néven is elhíresedett, mivel a L’Oréal volt a fő szponzora.

## Műsor
- (You Drive Me) Crazy
- Sometimes
- Thinkin About You
- Deep In My Heart
- Born to Make You Happy
- …Baby One More Time

## Külső hivatkozások
- Britney Spears hivatalos oldala BritneySpears.com